# Auguste Delaherche

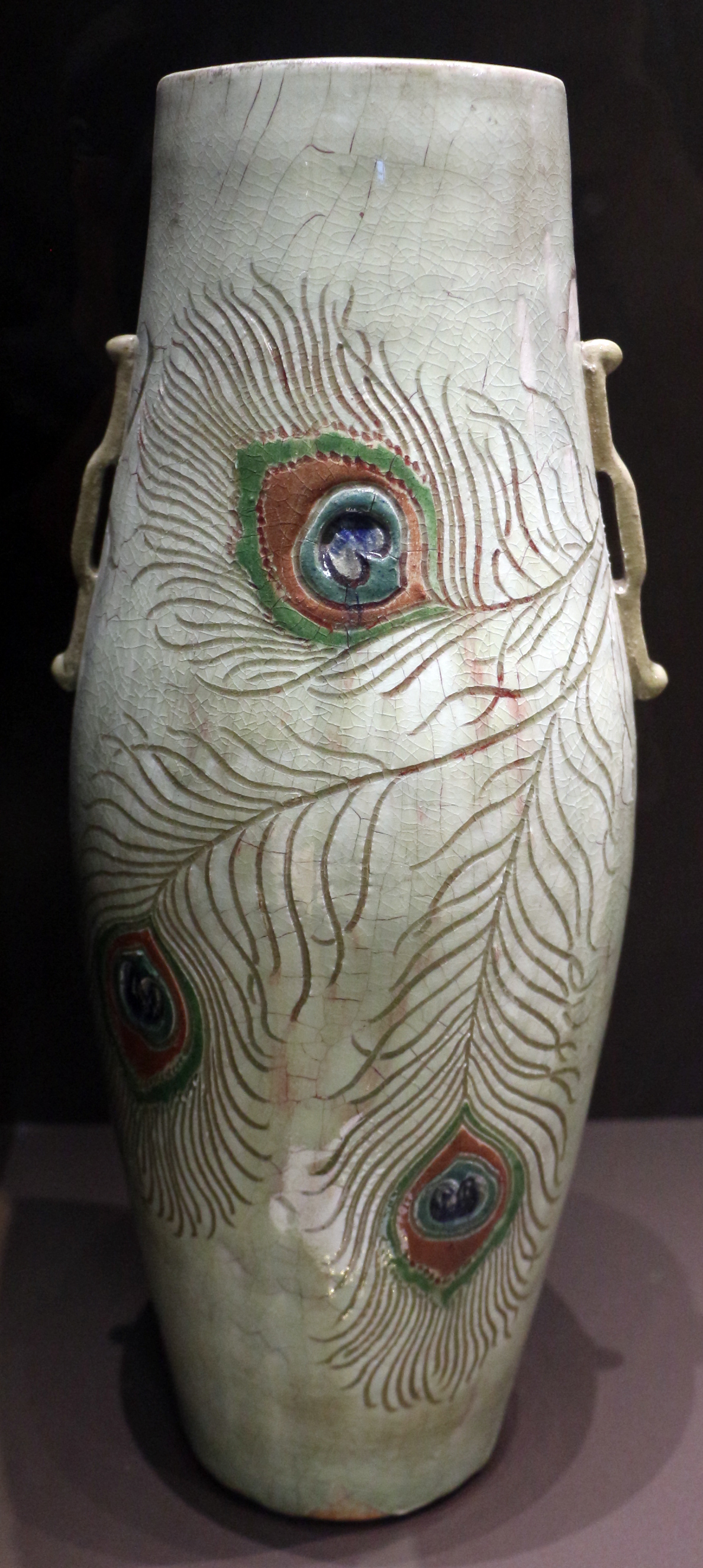
wazon 1889

Auguste Delaherche (ur. 27 grudnia 1857 w Armentières, zm. 27 czerwca 1940 w Paryżu) – francuski artysta, tworzący ceramikę w stylu secesji.
Pracował jako konserwator witraży, projektant biżuterii sakralnej oraz jako kierownik działu galwanizacji w firmie Christofle w Paryżu. W 1887 roku kupił warsztat Ernesta Chaplet'a w Paryżu i został pełnoetatowym garncarzem. Eksperymenty Delaherche'a ze szkliwami wysokotemperaturowymi i różnymi technikami wypalania zapewniły mu szeroką gamę kolorów i efektów powierzchniowych. Został nagrodzony złotym medalem na międzynarodowej wystawie w Paryżu w 1889 oraz w 1900. 